# Patrick Salomon
Patrick Salomon (Vienna, 10 giugno 1988) è un ex calciatore austriaco, di ruolo centrocampista.